# Zamieszki w Hamie (1964)
Zamieszki w Hamie – wystąpienie przeciwko rządom partii Baas w Syrii w 1964 roku zorganizowane przez syryjskich Braci Muzułmańskich.

## Przebieg wydarzeń
W marcu 1963 partia Baas przejęła władzę w Syrii drogą zamachu stanu. Wydarzenie to działające w kraju sunnickie organizacje religijno-polityczne przyjęły z wielkim niezadowoleniem, gdyż zawarta w ideologii baasizmu interpretacja islamu była ich zdaniem herezją. Manifestacje i protesty, m.in. demonstracyjne zamykanie sklepów, miały miejsce w całym kraju, szczególnie silne były jednak w Hamie. Od kwietnia 1964 sunniccy imamowie w mieście, w którym religijny konserwatyzm był szczególnie silny, zaczęli w kazaniach ostro krytykować rząd utworzony przez partię Baas.
Według Abd al-Halima Chaddama, ówczesnego gubernatora Hamy, otwarte protesty wybuchły w mieście po tym, gdy miejscowi urzędnicy nakazali wyjazd z miasta trzem nauczycielom uznanym za przeciwników baasizmu. Na ulice miasta wyszli wówczas studenci. Gdy poparcie dla demonstracji wyraził szajch Muhammad al-Hamid z meczetu Sułtana w Hamie, dołączyło do niej wielu mieszkańców miasta. W zamieszkach wzięli udział także niektórzy zwolennicy Akrama al-Hauraniego, rozczarowani postawą baasistów. Jerzy Zdanowski uważa ponadto, że protesty w Hamie organizowali ludzie niezadowoleni z wdrażanych przez partię Baas reform społecznych i gospodarczych (w tym nacjonalizacji banków i reformy rolnej). Podczas pochodu partię Baas nazywano wrogiem islamu. Został zamordowany lokalny działacz baasistowski Munzir asz-Szimali.
Przeciwko demonstrantom wystąpiło wojsko, uniemożliwiając przekształcenie manifestacji w większe powstanie zbrojne. Po dwóch dniach walk ulicznych powstańcy, dowodzeni przez Marwana Hadida, wycofali się do meczetu Sułtana. Wówczas przywódcy partii Baas zdecydowali o natychmiastowym stłumieniu powstania. Raphael Lefèvre uważa, że decyzja ta zapadła na najwyższym szczeblu władzy, a przesądzili o niej gen. Amin al-Hafiz i gen. Salah Dżadid. W kręgach baasistowskich o samowolne zastosowanie szczególnie drastycznych środków represji oskarżany był Hamad Ubajd (któremu przypisywano kierowanie się przesłankami religijnymi, gdyż był Druzem). Natomiast Nikolaos van Dam uważa za prawdopodobną wersję Mustafy Talasa, który podał, że odpowiedzialny za działania przeciwko powstańcom w Hamie był Izzat Dżadid. Wojsko zbombardowało meczet Sułtana, a powstanie stłumiono. Liczbę zabitych szacuje się na ok. 70 osób, zaś nieustalona liczba rannych była z pewnością wyższa. Po wydarzeniach z 1964 wrogość znacznej części mieszkańców miasta do rządów partii Baas stała się jeszcze większa. Hama pozostała jednym z centrów syryjskiego ruchu Braci Muzułmańskich.